# Nazario Fiakaifonu
Nazario Fiakaifonu (ur. 27 marca 1988) – vanuacki judoka. Olimpijczyk z Londynu 2012, gdzie zajął siedemnaste miejsce w wadze ciężkiej.
Uczestnik mistrzostw świata w 2011. Startował w Pucharze Świata w 2011 i 2015 roku.
Chorąży reprezentacji na ceremonii zamknięcia igrzysk w Londynie 2012.

## Letnie Igrzyska Olimpijskie 2012
| Konkurencja | Eliminacje                 | Klas. końcowa |
| Konkurencja | Przeciwnik I               | Miejsce       |
| ----------- | -------------------------- | ------------- |
| +100 kg     | Marius Paškevičius (LTU) P | 17.           |